# وارث دین محمد
وارث دین محمد (انگلیسی: Warith Deen Mohammed) یک سیاست‌مدار اهل ایالات متحده آمریکا بود. وارث دین محمد مدتی رئیس حزب «امت اسلام» آمریکا بود، که جانشین الجیاح محمد پدر شده بود، اما پس از مدتی از ریاست این گروه کناره‌گیری کرد، وی در سن هفتادوچهارسالگی درگذشت. لوئیس فراخان در حال حاضر گروه «امت اسلام» را رهبری می‌کند.